# 다마랄랜드두더지쥐
다마랄랜드두더지쥐(Fukomys damarensis)는 뻐드렁니쥐과에 속하며 아프리카 남부에서 발견되는 굴을 파는 설치류의 일종이다. 더 작고 털이 적은 벌거숭이뻐드렁니쥐와 함께 사회성이 높은 것으로 알려진 2종의 포유류 중 하나이다.